# Ptichodis bistriga
Ptichodis bistriga là một loài bướm đêm trong họ Erebidae.